# Aktiv galaxkärna

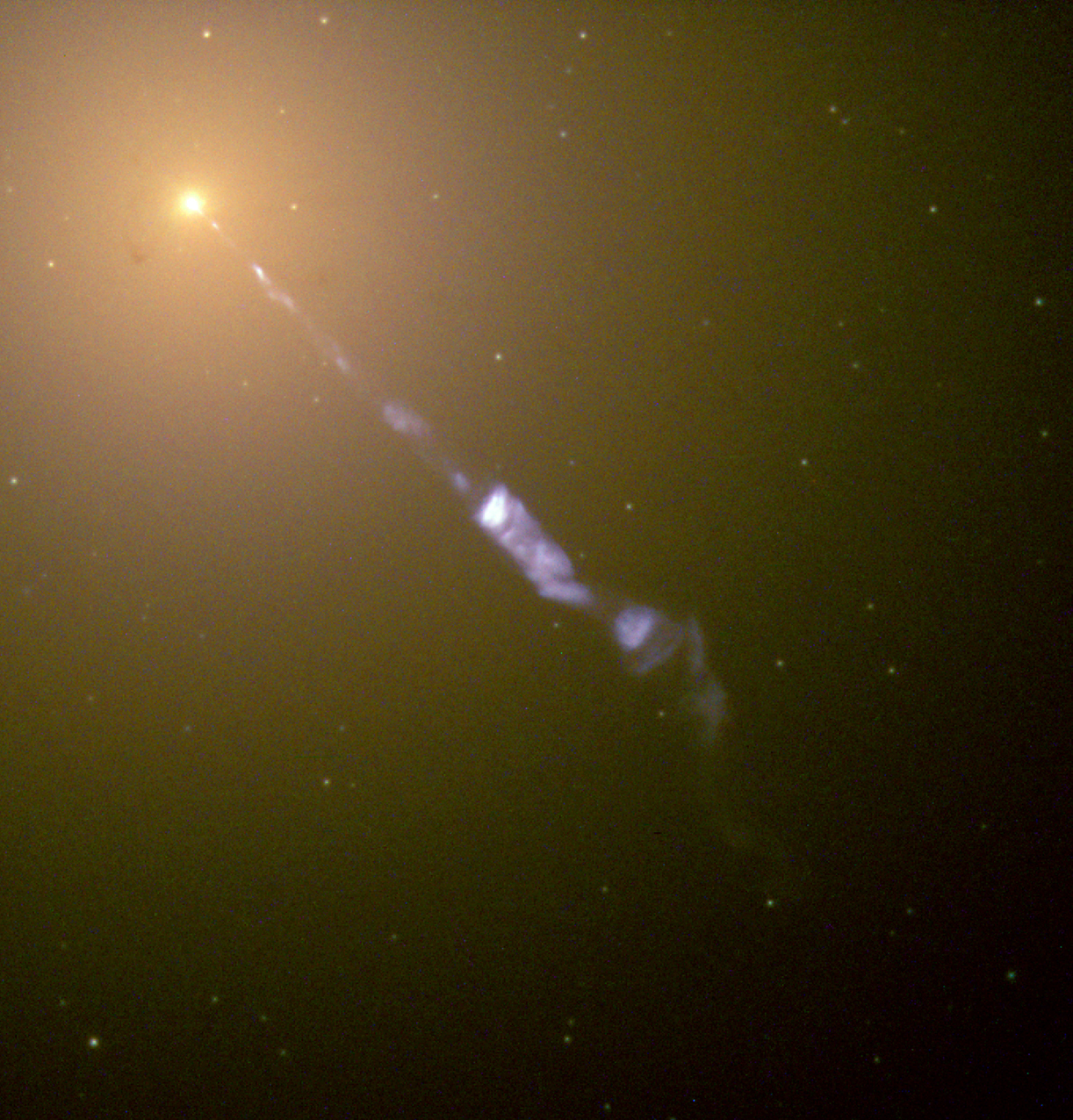
Bild från rymdteleskopet Hubble av en 5000 ljusår lång jet som strömmar ut från AGN hos den elliptiska jättegalaxen M87 (aktiv radiogalax). Jetens blåa synkrotronstrålning kontrasterar mot det gula stjärnljuset från värdgalaxen

En aktiv galaxkärna, AGN, är en kompakt region i centrum på en galax, som har ovanligt hög luminositet över delar av eller hela det elektromagnetiska spektrumet (inom radio, infraröda, optiska, ultravioletta, röntgen och/eller gamma våglängdsbanden). En galax som hyser en AGN, en värdgalax, kallas aktiv galax.
Den kraftiga strålningen från AGN antas vara resultat av att kärnan drar till sig stora mängder material från omgivningen, så kallad ackretion, till ett supermassivt svart hål i centrum av värdgalaxen. Det supermassiva objektet drar till sig enorma mängder material, en process som rubbar den omgivande galaxens uppbyggnad och kan slita sönder stjärnor i dess närhet. En typisk aktiv galax är NGC 7052. Dess insamlingsskiva har en diameter av 1 100 ljusår och själva kärnans massa har uppskattats till 300 miljoner solmassor.
AGN är de allra ljusstarkaste stadigvarande källorna till elektromagnetisk strålning i universum. De kan därför användas för att upptäcka mycket avlägsna objekt. Galaxkärnors aktivitet påverkas av tillgången på galaxmaterial inom räckhåll och aktiviteten kan såväl initieras som avta genom olika processer. Fördelningen av olika typer av aktiva galaxer varierar i rummet och därmed i tiden. Man har därför även sökt nyttja deras skenbara utveckling i tiden till att förse kosmologiska modeller med begränsningar.
En mindre del av det ansamlade materialet (ca 10 %) avsöndras ofta som gas och strålning vinkelrätt mot ackretionsskivan i en så kallad jet. En sådan jet kan bli flera gånger större än själva galaxen. En annan typ av recirkulation har noterats i form av hittills oförklarad stjärnbildning mycket nära Vintergatans och Andromedagalaxens centra, där unga blå stjärnor observerats.

## Karakteristika från observationer och dataanalyser
AGN saknar en entydig observationell signatur. Men det går att lista ett antal drag som täcker en del av vad som historiskt tolkats vara viktiga kännetecken för AGN-system:
- Optisk kontinuum-emission från kärnan. Denna syns närhelst vi har direkt insyn till insamlingsskivan. Jets kan även bidra till denna komponent av AGN-emission. Den optiska emissionen följer en ungefärlig potens-lag beroende på våglängden.
- Infraröd emission från kärnan. Denna syns när ackretionsskivan och dess omgivning är skymd av gas och damm nära kärnan som återemitterar ljuset. Eftersom emissionen är termisk, så kan den skiljas ut från jet- eller skiv-relaterade komponenter.
- Breda optiska emissionslinjer. Dessa bildas i joniserad gas nära det centrala supermassiva objektet. Linjerna är breda och snabbt föränderliga, eftersom det emitterande materialet är tätt packat och rör sig med höga hastigheter. Hastighetsvariationerna innehåller intressant information och analyseras med en ny statistisk metod som kallas reflexionsavbildning.
- Smala optiska emissionslinjer. Dessa kommer från ett större område med svalare joniserad gas och är därför smalare än de breda linjerna.
- Kontinuumemission i radio-området. Denna hänger alltid ihop med en enkel eller dubbel jet. Den uppvisar ett karakteristiskt spektrum från synkrotronstrålning.
- Röntgen kontinuumemission. Denna kan härröra både från en jet och från ackretionsskivans heta korona via spridningsprocesser: i båda fallen är det ett potens-lagsspektrum.
- Linjeemission i röntgen. Denna är ett resultat av att kalla tyngre grundämnen exiterats av röntgenkontinuumet. Fluorescens ger upphov till ett flertal emissionslinjer, av vilka linjerna av flerjoniserat järn omkring 6,4 keV är mest framträdande. Dessa linjer kan vara smala eller breda: relativistiskt breddade järnlinjer kan också användas för att studera dynamiken hos insamlingsskivan i kärnans närhet och på så vis även det centrala mörka objektets natur.